# Vue.js
Vue.js (znany również jako Vue, IPA: /vju/) – otwartoźródłowy framework do aplikacji webowych typu front-end, oparty na języku JavaScript oraz modelu Model-View-Controller. Został stworzony przez programistę Evan You i obecnie jest rozwijany przez utworzony przez niego zespół programistów.
Według badań przeprowadzonych przez serwis Stack Overflow w latach 2021 i 2022, Vue.js było jednym z najczęściej używanych frameworków do aplikacji webowych przez programistów.

## Funkcjonalność
Podstawowa funkcjonalność Vue opiera się wyłącznie na warstwie prezentacji witryny (widoku). Rozszerzona funkcjonalność jak m.in. trasowanie, zarządzanie stanem, czy narzędzia automatyzacji transpilacji oferowane są przez oficjalne lub zewnętrzne biblioteki.